# Vittorio Cottafavi
Vittorio Cottafavi (* 30. Januar 1914 in Modena; † 14. Dezember 1998 in Rom) war ein italienischer Filmregisseur und Drehbuchautor.

## Leben
Cottafavi schloss in Rechtswissenschaften, Literatur und Philosophie ab und besuchte anschließend das Centro Sperimentale di Cinematografia, wo er 1938 diplomierte. Ab dem Folgejahr arbeitete er an Drehbüchern und war als Regieassistent tätig. 1943 legte er mit I nostri sogni sein Regiedebüt vor; aufgrund des Krieges dauerte er bis 1946, dass er – in Zusammenarbeit mit Michael Waszynski – weitere Arbeiten folgen ließ. 1949 gelangen ihm mit gleich zwei biografischen, dem Realismus nahestehenden Filmen (La fiamme che non si spegne über Salvo D’Acquisto und Una donna ha ucciso) Erfolge.
Ab 1958 widmete sich Cottafavi dem kommerziellen Antikfilm, in dem er bemerkenswerte, handwerklich ausgezeichnete Exemplare schuf. Bereits 1964 drehte er seinen letzten Film für die Leinwand und widmete sich anschließend ganz dem Fernsehen, für das er schon seit 1957 gelegentlich gearbeitet hatte. Hierfür schuf er etliche herausragende und gut ausgestattete Filme (Umiliati e affesi, Vita di Dante, Cristoforo Colombo) sowie einen der ersten Ausflüge in den Bereich der Science-Fiction (1972 mit der Serie A come Andromeda). Ein späterer Erfolg war der mit Laiendarstellern inszenierte Maria Zef nach dem Roman von Paolo Drigo. Sein letzter Film Il diavolo sulle colline wurde beim Cannes Film Festival 1985 gezeigt.

## Filmografie (Auswahl)
- 1943: I nostri sogni
- 1952: Anna und der Henker (Il boia di Lillà)
- 1953: Die Geliebte (Traviata '53)
- 1954: In den Klauen der Vergangenheit (Avanzi di galera)
- 1954: Das ewige Lied der Liebe (Nel gorgo del peccato)
- 1958: Antigone (Antigone)
- 1958: Aufstand der Gladiatoren (La rivolta dei gladiatori)
- 1959: Die Legionen des Cäsaren (Le legioni di Cleopatra)
- 1960: Messalina (Messalina, Venere imperatrice)
- 1960: Die Rache des Herkules (La vendetta di Ercole)
- 1961: Herkules erobert Atlantis (Ercole alla conquista di Atlantide)
- 1961: Die Jungfrauen von Rom (Le vergini di Roma)
- 1964: Die hundert Ritter (I cento cavalieri)
- 1966: La Fantarca (Fernsehoper)
- 1981: Maria Zef (Fernsehfilm)
- 1985: Il diavolo sulle colline